# 1815 ve fotografii
Tento článek obsahuje významné fotografické události v roce 1815.

## Narození v roce 1815
- 29. srpna – Franz Eduard Strache, podnikatel, novinář, fotograf a politik († 22. ledna 1894)
- 9. ledna – Frederik Ferdinand Petersen, dánský fotograf († 18. prosince 1898)
- 25. ledna – Bertha Wehnert-Beckmann, německá fotografka († 6. prosince 1901)
- 23. února – Franz Antoine, rakouský botanik a fotograf († 11. března 1886)
- ? – Jacques-Eugène Feyen, fotograf († ?)
- ? – Charles-Isidore Choiselat, fotograf († ?)
- ? – James Valentine, fotograf († ?)
- ? – Isaac Rehn, fotograf († ?)
- ? – Arie Ketting de Koningh, holandský malíř, kreslíř, litograf a fotograf (3. srpna 1815 – 21. března 1867)